# 伊達義広
伊達 義広（だて よしひろ、旧字体：伊達義廣）は、鎌倉時代前期の御家人。通称は粟野次郎、入道覚佛。官位は蔵人大夫、従五位下。伊達氏3代当主。

## 略歴
伊達宗村の次男。初代朝宗、2代宗村の頃まで、居城は伊達郡桑折郷の高子岡に築かれていたが、義広の代になって桑折郷の栗野大館（現福島県伊達市梁川町粟野）に居城を移したとされている。
祖父・朝宗、父・宗村双方の偏諱である｢宗｣の字が入っていないが、年代的に見て｢義｣の字は鎌倉幕府2代執権・北条義時から賜ったものと思われる。
承久3年（1221年）、承久の乱に家臣の原田某を遣わし、義時の子・北条泰時に従い宇治勢力と戦っている。
卒年は定かではなく、『伊佐早文書』では建長3年（1251年）、『伊達系図』では康元元年（1256年）9月23日となっている。
伊達氏は伊達郡の地頭職に就いていたが、他にも出雲国・但馬国に地頭職を持っていた。これを継承したのが義広の兄である修理亮時綱で、但馬伊達氏・出雲伊達氏の始祖となった。